# Kup Hrvatske u kuglanju za muškarce 2015./16.
Hrvatski kup u kuglanju za muškarce u sezoni 2015./16. je osvojio "Zaprešić" 
 
Kup je igran na proljeće 2016. godine, a prethodili su mu kupovi po županijskim i regionalnim savezima. 

## Rezultati

### Osmina završnice
| datum             | mjesto odigravanja | par                                           | rez. | napomena |
| ----------------- | ------------------ | --------------------------------------------- | ---- | -------- |
| 23. travnja 2016. | Gospić             | Karlobag - Željezničar Čakovec                | 2:6  |          |
| 23. travnja 2016. | Osijek             | Željezničar Osijek - Medveščak 1958 Zagreb    | 6:2  |          |
| 23. travnja 2016. | Split              | Brodosplit (Split) - Poštar Split             | 1:7  |          |
| 23. travnja 2016. | Novska             | Osijek - Grmoščica Zagreb                     | 5:3  |          |
| 23. travnja 2016. | Pula               | Pula - Ponikve Zagreb                         | 1:7  |          |
| 24. travnja 2016. | Varaždin           | Bjelovar - Zaprešić                           | 2:6  |          |
| 23. travnja 2016. | Koprivnica         | Podravka Koprivnica - Mertojak Split          | 2:6  |          |
| 23. travnja 2016. | Zabok              | Šećerana Viro Virovitica - Goranka Ravna Gora | 3:5  |          |

### Četvrtzavršnica
| datum           | mjesto odigravanja | par                                      | rez.    | napomena |
| --------------- | ------------------ | ---------------------------------------- | ------- | -------- |
| 4. lipnja 2016. | Plitvice           | Zaprešić - Poštar Split                  | 5:3     |          |
| 5. lipnja 2016. | Ozalj              | Ponikve Zagreb - Goranka Ravna Gora      | 1,5:6,5 |          |
| 4. lipnja 2016. | Osijek             | Željezničar Osijek - Željezničar Čakovec | 5:3     |          |
| 4. lipnja 2016. | Ozalj              | Osijek - Mertojak Split                  | 6:2     |          |

### Završni turnir
Igrano 11. i 12. lipnja 2016. u Varaždinu u kuglani "Drava".
| klub1              | rez.          | klub2              | napomene      |
| poluzavršnica      | poluzavršnica | poluzavršnica      | poluzavršnica |
| ------------------ | ------------- | ------------------ | ------------- |
| Željezničar Osijek | 1:7           | Osijek             |               |
| Zaprešić           | 7:1           | Goranka Ravna Gora |               |
|                    |               |                    |               |
| završnica          |               |                    |               |
| Osijek             | 2:6           | Zaprešić           |               |

## Unutrašnje poveznice
- Kup Hrvatske u kuglanju za muškarce
- Hrvatska kuglačka liga za muškarce 2015./16.

## Vanjske poveznice
- kuglanje.hr, Hrvatski kuglački savez
- kuglacki-savez-os.hr, Kuglački savez Osječko-baranjske županije